# Gmina Namysłów
Gmina Namysłów là một gmina đô thị-nông thôn (quận hành chính) ở quận Namysłów, Opole Voivodeship, ở phía tây nam Ba Lan. Khu vực hành chính của nó là thị trấn Namysłów, nằm cách thủ phủ khu vực Opole khoảng 48 kilômét (30 mi) về phía bắc.
Gmina có diện tích là 289,95 kilômét vuông (112,0 dặm vuông Anh), và tính đến năm 2006, tổng dân số của nó là 26.268 người (trong đó dân số Namysłów lên tới 16.557 người, và dân số của vùng nông thôn của gmina là 9.711 người).

## Làng
Ngoài thị trấn Namyslow, Gmina Namyslow bao gồm các làng và các khu định cư chẳng hạn như Baldwinowice, Barzyna, Bławaciska, Borek, Brzezinka, Brzozowiec, Bukowa Slaska, Głuszyna, Grabówka, Hałderze, Igłowice, jastrzebie, Józefków, Kamienna, Karolówka, Kowalowice, Krasowice, Krzemieniec, Łączany, Ligota Książęca, Ligotka, Marysin, Michalice, Mikowice, Minkowskie, Młynek, Młyńskie Stawy, Niwki, Nowe Smarchowice, Nowy Dwór, Nowy Folwark, Objazda, Pawłowice Namysłowskie, Piekna Studnia, Pod Jedlinką, Przeczów, Rychnów, Rychnów Dolny, Smarchowice Nam, Smarchowice Śląskie, Smarchowice Wielkie, Smogorzów, Stanek, Staszków, Winniki, Woskowice Nam, Wszemil, Wszeradów, Zaba, Żabiak, Żabka, Zielony DAB và Ziemiełowice.

## Gmina lân cận
Gmina Namysłów giáp với các gmina khác như  Bierutów, Domaszowice, Dziadowa Kłoda, Jelcz-Laskowice, Lubsza, Perzów, Rychtal, wierczów và Wilków.